# Trichomonas
Genre
Trichomonas est un genre d'excavata anaérobies de la famille des Trichomonadidae, dont il est le genre type, qui parasitent les animaux vertébrés. Ce genre est découvert par le bactériologiste et médecin français Alfred Donné en 1836, remarquant ces parasites dans le pus d'une patiente souffrant de vaginite, une inflammation du vagin. Le préfixe tricho provient du mot grec ancien θρίξ signifiant « poil », qui décrit les flagelles de Trichomonas. Le suffixe -monas provient du grec μονάς, « une seule unité », et décrit sa similarité avec les organismes monocellulaires du genre Monas.

## Liste des espèces
- Trichomonas brixi : vit dans la cavité buccale des chiens et des chats[1].
- Trichomonas canistomae Hegner & Ratcliffe
- Trichomonas equibuccalis
- Trichomonas gallinae : vit dans le tube digestif supérieur d'oiseaux, principalement columbiformes[2].
- Trichomonas gypactinii : vit dans le tube digestif supérieur des oiseaux de proie charognards, tels que les vautours[3].
- Trichomonas stableri : vit dans le tube digestif supérieur des pigeons[4].
- Trichomonas tenax (O.F.Müller) Dobell : vit dans la cavité buccale des humains[5].
- Trichomonas vaginalis Donné  (espèce type) : vit dans le tractus urogénital des humains[6],[7].
- Trichomonas vulgaris

Selon AlgaeBase (19 novembre 2021) :
- Trichomonas acosta Moskowitz
- Trichomonas agilis Nurse
- Trichomonas alexeieffii Grassé
- Trichomonas anatis (Kotlàn) Grassé
- Trichomonas apecta Moskowitz
- Trichomonas ardin (Derrieu & Raynaud) da Fonseca
- Trichomonas augusta Alexeieff
- Trichomonas aulacodi Hollande & Enjumet
- Trichomonas barbouri Kirby
- Trichomonas batrachorumerty
- Trichomonas brixi : habite la cavité orale des chiens et des chats[1].
- Trichomonas canistomae Hegner & Ratcliffe
- Trichomonas carassii (Mitrophanow) Crookshank
- Trichomonas cartagoensis Kirby
- Trichomonas caviae Davaine
- Trichomonas caviae (Davaine) Doflein
- Trichomonas cobitis (Mitrophanow) Crookshank
- Trichomonas cryptonucleata Crouch
- Trichomonas cynomysi Hegner & Ratcliffe
- Trichomonas denticola Lemmermann
- Trichomonas didelphidis Hegner & Ratcliffe
- Trichomonas digranula Crouch
- Trichomonas dispar Moskowitz
- Trichomonas dogielii Duboscq & Grassé
- Trichomonas duboscqui Grassé
- Trichomonas eberthi (Leuckart) Martin & Robertson
- Trichomonas felistomae Hegner & Ratcliffe
- Trichomonas flagelliphora Faust
- Trichomonas frugivori Todd
- Trichomonas gallinae : habite le système digestif supérieur des pigeons et des colombes au départ, puis d'autres oiseaux[9].
- Trichomonas gallinarum Martin & Robertson
- Trichomonas guttula Kirby & Honigberg
- Trichomonas gypactinii : habite le système digestif supérieur des oiseaux nécrophages, par exemple les vautours[10].
- Trichomonas hirsuta E. de Fromentel
- Trichomonas hominis Kofoid
- Trichomonas hystrixae H.N.Ray & Sapre
- Trichomonas intestinalis : habite le tube digestif des humains.
- Trichomonas keilinii Bishop
- Trichomonas labellii Kirby
- Trichomonas lacertae (Blochmann) Doflein
- Trichomonas lacertaerowazek
- Trichomonas landei Lavier
- Trichomonas leucuri Todd
- Trichomonas lewisii (Kent) Crookshank
- Trichomonas limacis Dujardin
- Trichomonas linearis Kirby
- Trichomonas locella De Fromentel
- Trichomonas longiflagellata Hiregaudar & Ray
- Trichomonas mabuiae Dobell
- Trichomonas macacovaginae Hegner & Ratcliffe
- Trichomonas macrostoma Dogiel
- Trichomonas marmotae Crouch
- Trichomonas megastoma Cunha & Muniz
- Trichomonas melolonthae Grassi
- Trichomonas minima De Fromentel
- Trichomonas minuta Wenrich
- Trichomonas orthopterorumarisi
- Trichomonas oti Tanabe
- Trichomonas ruminantium  Braune
- Trichomonas sanguisugae Alexeieff
- Trichomonas sigalasii Lavier
- Trichomonas singhii Todd
- Trichomonas stableri : habite le système digestif supérieur des pigeons[11].
- Trichomonas tatusi da Fonseca
- Trichomonas tenax (O.F.Müller) Dobell : habite la cavité orale des humains.
- Trichomonas termitidis Dogiel
- Trichomonas termitis Imms
- Trichomonas trichopterae (Mackinnon) Grassé
- Trichomonas tritonis Alexeieff
- Trichomonas vaginalis Donné - espèce type : habite le système urogénital des humains.
- Trichomonas vermiformis Bernstein
- Trichomonas wenrichii Crouch
- Trichomonasarva Alexeieff
- Trichomonasrowazekii Alexeieff

## Publication originale
- A. Donné, « Animalcules observés dans les matières purulentes et le produit des sécrétions des organes génitaux de l'homme et de la femme », Comptes Rendus Hebdomadaires des Séances de l'Académie des Sciences, vol. 3,‎ 1836, p. 385-386 (lire en ligne [PDF], consulté le 19 novembre 2021)